# پاتاداکال
مجموعه تاریخی پاتاداکال مجموعه‌ای از معابد تاریخی با معماری معابد هندو است که در ۱۹۸۷ در میراث جهانی یونسکو ثبت شد.